# Władimir Migula
Władimir Gieorgijewicz Migula (ros. Владимир Георгиевич Мигуля; ur. 18 sierpnia 1945, zm. 16 lutego 1996 w Moskwie) – radziecki piosenkarz i kompozytor muzyki filmowej. Zasłużony Działacz Sztuk RFSRR (1988).
Pochowany na Cmentarzu Wagańkowskim w Moskwie.

## Wybrana muzyka filmowa
- 1988: Kotek z ulicy Liziukowa[2]